# Ҿ

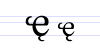
Lettera

La Ҿ, minuscolo ҿ, è una lettera dell'alfabeto cirillico. Viene usata oggi nella versione del cirillico per la lingua abcasa, dove rappresenta la consonante /ʈʂ’/. È stata costruita sulla base della lettera latina C.
Può essere traslitterata in alfabeto latino usando le lettere č, č̦, ḉ, ç̄’ o ćh́, o, nella variante georgiana, usando ჭə.